# Julia Ashley
Julia Ashley (Verona, Nueva Jersey, Estados Unidos; 11 de noviembre de 1996) es una futbolista estadounidense que juega de defensora para el Racing Louisville FC de la National Women's Soccer League de Estados Unidos.

## Estadísticas

### Clubes
| Club                 | País           | Año             |
| -------------------- | -------------- | --------------- |
| Linköpings           | Suecia         | 2019            |
| Adelaide United      | Australia      | 2019 - 2020     |
| OL Reign             | Estados Unidos | 2020            |
| Racing Louisville FC | Estados Unidos | 2021 - presente |